# Escándalo de emisiones contaminantes de vehículos Volkswagen
En septiembre de 2015 salió a la luz que Volkswagen había instalado ilegalmente un software para alterar los resultados de los controles técnicos de emisiones contaminantes en 11 millones de automóviles con motor diésel, vendidos entre 2009 y 2015. Como resultado de este fraude, sus motores habían superado con creces los estándares de la Agencia de Protección Ambiental de Estados Unidos (EPA). Los vehículos implicados emiten en condiciones reales hasta 40 veces el límite legal de óxidos de nitrógeno.
En octubre de 2016 Volkswagen pactó con las autoridades de Estados Unidos pagar 17 500 millones de USD como compensación a los propietarios de los vehículos afectados y a los concesionarios.
En Estados Unidos deberá pagar al Departamento de Justicia una multa de 4300 millones de USD (4100 millones de euros).
En junio de 2022 Alemania inició una investigación por posible fraude de emisiones en 210 000 vehículos diésel, de Hyundai y Kia, vendidos hasta 2020 y equipados con presuntos dispositivos de desactivación, similares a los que usó el Grupo Volkswagen.

## Acusación
La EPA acusa a Volkswagen de haber introducido un software en los motores diésel de sus automóviles para pasar las pruebas de emisiones y de smog en California y otros estados, cuando en condiciones reales estaban emitiendo un nivel de óxidos de nitrógeno (NOx) mucho mayor que el permitido por la ley y los convenios internacionales.
El 18 de septiembre de 2015 la EPA notificó a Volkswagen la violación de la 'Ley del aire limpio' (Clean Air Act) alegando que los motores diésel de cuatro cilindros de Volkswagen y Audi de los modelos de los años desde 2009 a 2015 incluían un sofisticado  software  que detectaba el momento en el que el vehículo estaba siendo sometido a pruebas de emisiones oficiales y entonces cambiaba los controles del motor para minimizar las emisiones durante la prueba. Eso tenía como resultado que los vehículos que pasaban las pruebas en el laboratorio o en la inspección de vehículos emitían después durante su funcionamiento normal óxidos de nitrógeno (NOx) hasta 40 veces más que el nivel legislado.
El software usado por Volkswagen es un dispositivo para engañar (defeat device) según la definición de la  Clean Air Act.
Volkswagen instaló un software ilegal para engañar durante las mediciones de gases contaminantes en 11 millones de vehículos diésel en todo el mundo.
La EPA calculó que su denuncia afectaba a 482 000 coches diésel vendidos en los Estados Unidos desde 2008.

## Descubrimiento
Hacia el año 1998 la West Virginia University participó en la creación de la tecnología para medir las emisiones de los vehículos durante su funcionamiento en carretera.
A finales de 2012 la organización sin ánimo de lucro International Council on Clean Transportation (ICCT) encargó a la West Virginia University   realizar un estudio sobre las discrepancias de las emisiones de vehículos diésel en conducción real por un valor de 50 000 USD. Estudiaron las emisiones de tres vehículos diésel: VW Passat, VW Jetta (VW Vento en Argentina) y BMW X5.
Daniel Carder y su equipo, formado por un profesor de investigación, dos licenciados y un miembro de la facultad, realizaron las pruebas de carretera en los alrededores de Los Ángeles, la Costa Oeste y Seattle. El estudio se terminó en mayo de 2013 y fue corroborado por la EPA (U.S. Environmental Protection Agency) y CARB (California Air Resources Board).
El ingeniero valenciano Vicente Franco se doctoró por la Universidad de Castellón (UJI) con la tesis Los equipos de medición de gases contaminantes en continuo, bajo la dirección de Rosario Vidal, catedrática de Proyectos de Ingeniería de la UJI. Vicente Franco se incorporó en 2013 al equipo de investigación del ICCT en Europa y trabajaba en su sede ubicada en Berlín.
En mayo de 2013 formó parte del equipo que dirigió la investigación realizada por el ICCT en colaboración con la universidad de West Virginia para estudiar las diferencias entre las emisiones de los vehículos diésel en EE. UU. y en Europa,
Descubrieron que las emisiones de óxido de nitrógeno en los coches de Volkswagen probados multiplicaban entre 10 y 35 veces las registrados en el laboratorio durante la prueba de homologación.
Los resultados se comunicaron en mayo de 2013 a la EPA, que realizó más estudios y destapó el escándalo en septiembre de 2015.
En 2015 Vicente Franco y Rosario Vidal declararon  que la legislación sobre emisión de óxidos de nitrógeno, gases perjudiciales para la salud, en los coches diésel es mucho más laxa en Europa que en Estados Unidos y lamentaron la falta de una agencia europea con atribuciones equiparables a la agencia medioambiental estadounidense (EPA), que es la que ha destapado las malas prácticas de Volkswagen.

## Trampa
Una investigación interna de VW concluyó que desde 2005 un grupo de ingenieros de la empresa, al no lograr una solución técnica a tiempo y en presupuesto para superar los futuros controles de emisiones de NOx (Oxidos de Nitrógeno), establecidos en Europa y Estados Unidos, el Grupo VW produjo un software que manipulaba los resultados al detectar las condiciones de realización de una prueba. Por lo que el departamento técnico de VW no logró solucionar el problema de diseño técnico de los propulsores, durante todo el periodo, y así mismo se optó por mantener el uso del software. Por lo tanto, no se trató de un error, sino de una cadena de actos fraudulentos mantenida durante todo el periodo de tiempo y que no tuvieron la voluntad de interrumpirla en ninguna ocasión.

## Datos de la WVU
La West Virginia University (WVU) presentó el 15 de mayo de 2014 un estudio de emisiones en tres vehículos, de los que dos superaban ampliamente los límites vigentes en Estados Unidos y en Europa.
| Coche                          | EPA (Estados Unidos) | EPA (Estados Unidos) | EPA (Estados Unidos) | Euro5     | Euro5            | Euro6     | Euro6       | Comentario                                          |
| Coche                          | Límite               | Dinamómetro          | WVU                  | Límite    | Medida 2011      | Límite    | Medida 201x | Comentario                                          |
| ------------------------------ | -------------------- | -------------------- | -------------------- | --------- | ---------------- | --------- | ----------- | --------------------------------------------------- |
| Vehículo A [Volkswagen Jetta]  | 0.043 g/km           | 0.022 g/km           | 0.61–1.5 g/km        | 0.18 g/km | 0.62 ± 0.19 g/km | 0.08 g/km |             | Trampa de NOx (LNT)                                 |
| Vehículo B [Volkswagen Passat] | 0.043 g/km           | 0.016 g/km           | 0.34–0.67 g/km       |           | 0.62 ± 0.19 g/km |           |             | Reducción catalítica selectiva basada en urea (SCR) |

- Nota: Los modelos de los vehículos probados se reflejaban sin identificar en el estudio original.

Las emisiones de NOx en condiciones reales superaban los límites de la EPA entre 15 y 35 veces en el VW Jetta y entre 5 y 20 veces en el VW Passat.

## Modificación de software
En agosto de 2019 en los juzgados de Dusseldorf, Alemania, salió a la luz que el software modificado instalado en los vehículos trucados para su reparación sólo funcionaba entre 10 y 32 °C. Fuera de ese rango de temperaturas los vehículos superaban los niveles de emisiones permitidos. Afectaba a vehículos diésel Volkswagen, Audi, Seat, Skoda y Porsche. Esto abrió la puerta a nuevas reclamaciones judiciales.

## Dimisiones y consecuencias
El 23 de septiembre de 2015, Martin Winterkorn, director ejecutivo de Volkswagen, después de pedir perdón a sus millones de clientes, presentó su renuncia, tras 8 años de estar al frente de la empresa, debido al escándalo que ha afectado el prestigio de la compañía alemana.
Tras su dimisión, la responsabilidad de la dirección general recayó en Matthias Mueller anteriormente  presidente y director ejecutivo de la marca Porsche (accionista mayoritario de VW).  Los objetivos de Mueller al tomar posesión de su cargo eran recuperar la confianza del público, ofrecer una pronta solución al problema que entonces aquejaba a la empresa y a los clientes de la misma, además de reestructurar y reordenar la infraestructura para que no volviese a ocurrir un hecho de esta magnitud.
Desde septiembre de 2015 Volkswagen no vende coches diésel en Estados Unidos. A finales de 2016 confirmó que renuncia al diésel en Estados Unidos.
En declaraciones de abril de 2017 VW dijo que venderá de nuevo modelos de la gama de 2015 en Estados Unidos que fueron recuperados, reparados y actualizados para cumplir con las normas anticontaminantes. Eso sí, no se espera que se lance algún modelo VW con motorización diésel antes de 2018, cuando VW decida si finalmente reiniciará la venta de dichos vehículos, ya que también inició un compromiso con la utilización de motores eléctricos
Dichos vehículos se almacenan en aparcamientos de tal magnitud, como el del Estadio Pontiac Silverdrome, en Detroit
Para compensar pérdidas, los modelos ya comercializados se les efectuarán las adecuaciones necesarias, mientras que los vehículos que queden en stock que no haya sido posible vender y devolverlos a sus fábricas de origen. Se realizó un programa para exportarlos y venderlos en mercados donde el escándalo no haya afectado la imagen de la tecnología diésel de la marca (también igual se les efectuarán las reparaciones correspondientes). En algunos casos en mercados como México el precio de los mismos vehículos provenientes de Estados Unidos se redujo como parte de compensar las pérdidas y recobrar la imagen positiva que se tenía. Igual los vehículos recuperados en Estados Unidos se volvieron a revender ya con las homologaciones correctas.

### Consecuencias del mercado secundario
Un estudio realizado por los investigadores Prof. Itai Ater de la Universidad de Tel Aviv y Nir S. Yoseph, candidato a doctorado de la Universidad de Tel Aviv, exploró el efecto del escándalo en el mercado secundario en Israel. Según este estudio, que se publicó en The Journal of Industrial Economics, el escándalo de las emisiones de Volkswagen tuvo un efecto negativo estadísticamente significativo en el número de transacciones en el mercado secundario relacionadas con los modelos afectados (casi -18 % ) y en su precio de reventa (casi -6 %). El estudio también encuentra que la reducción en el número de transacciones fue impulsada principalmente por vendedores privados y que los vendedores no privados apenas se alejaron del mercado. Estos hallazgos sugieren que la oferta de autos usados entre vendedores privados es mucho más elástica en relación con la oferta de autos usados entre vendedores no privados. Los autores del estudio sostienen que una menor disposición a pagar y la selección adversa tras el Dieselgate también podrían explicar esos resultados.

## Litigios y sanciones
A finales de septiembre de 2015, Volkswagen realizó una reserva de 6500 millones de euros para hacer frente a los costes del escándalo.
Solamente en Estados Unidos, la multa por vehículo trucado podría alcanzar unos 33 000 euros.
En octubre de 2016, el juez Charles Breyer ratificó un acuerdo entre el gobierno federal de Estados Unidos, los reguladores de California y los propietarios de 475 000 vehículos diésel Volkswagen por el que Volkswagen pagaría un importe de 14 700 millones de USD en relación con el trucaje de las emisiones.
El acuerdo ordena que los coches no pueden volver a circular si no cumplen las normativas medioambientales y tampoco pueden ser exportados a otros países con normas menos estrictas.
Para el 30 de junio de 2019, VW tendrá que haber reparado o recomprado al menos el 85 % de los vehículos diésel de 2 litros implicados. Por cada punto porcentual no alcanzado deberá pagar 85 millones de USD a la EPA y 13,5 millones de USD a CARB.
En febrero de 2017, 138 000 propietarios de Estados Unidos habían devuelto sus vehículos a VW. Otros 150 000 habían decidido la devolución. Solo 52 000 decidieron conservar sus coches hasta que VW los reparara.
Los reguladores solo aprobaron una propuesta de reparación que afectaba a 67 000 vehículos de 2015. Los 325 000 vehículos de 2009-2014 necesitarían una muy costosa instalación de un sistema selectivo de reducción catalítica que además no redujera las prestaciones, por lo que la mayoría serán achatarrados.
El 7 de enero de 2017, el FBI detuvo al anterior responsable de gestión de emisiones de VW en los Estados Unidos por conspiración para defraudar.
El 11 de enero de 2017, VW se declaró culpable de conspirar para defraudar al gobierno de los Estados Unidos y obstrucción a una investigación federal y acordó pagar 2800 millones de USD como multa penal y 1500 millones de USD como multas civiles. Además 6 ejecutivos de VW fueron imputados.
Como parte del acuerdo de la EPA y CARB con VW, esta instalará 2000 millones de USD en infraestructura de recarga eléctrica en Estados Unidos, de los que 800 millones se invertirán en California.
El 30 de septiembre de 2020 inició el juicio penal contra el ex CEO de Audi y otros ingenieros por fraude, emisión de certificados falsos y publicidad engañosa. En materia civil aún se sigue el juicio de los accionistas contra la administración del Grupo Volkswagen, por la pérdida ocasionada por este caso.
La mayor reclamación colectiva que existe en España hacia Volkswagen es la que lleva el despacho de Vilches Abogados:

## Modelos afectados

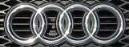
Audi

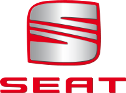
Seat

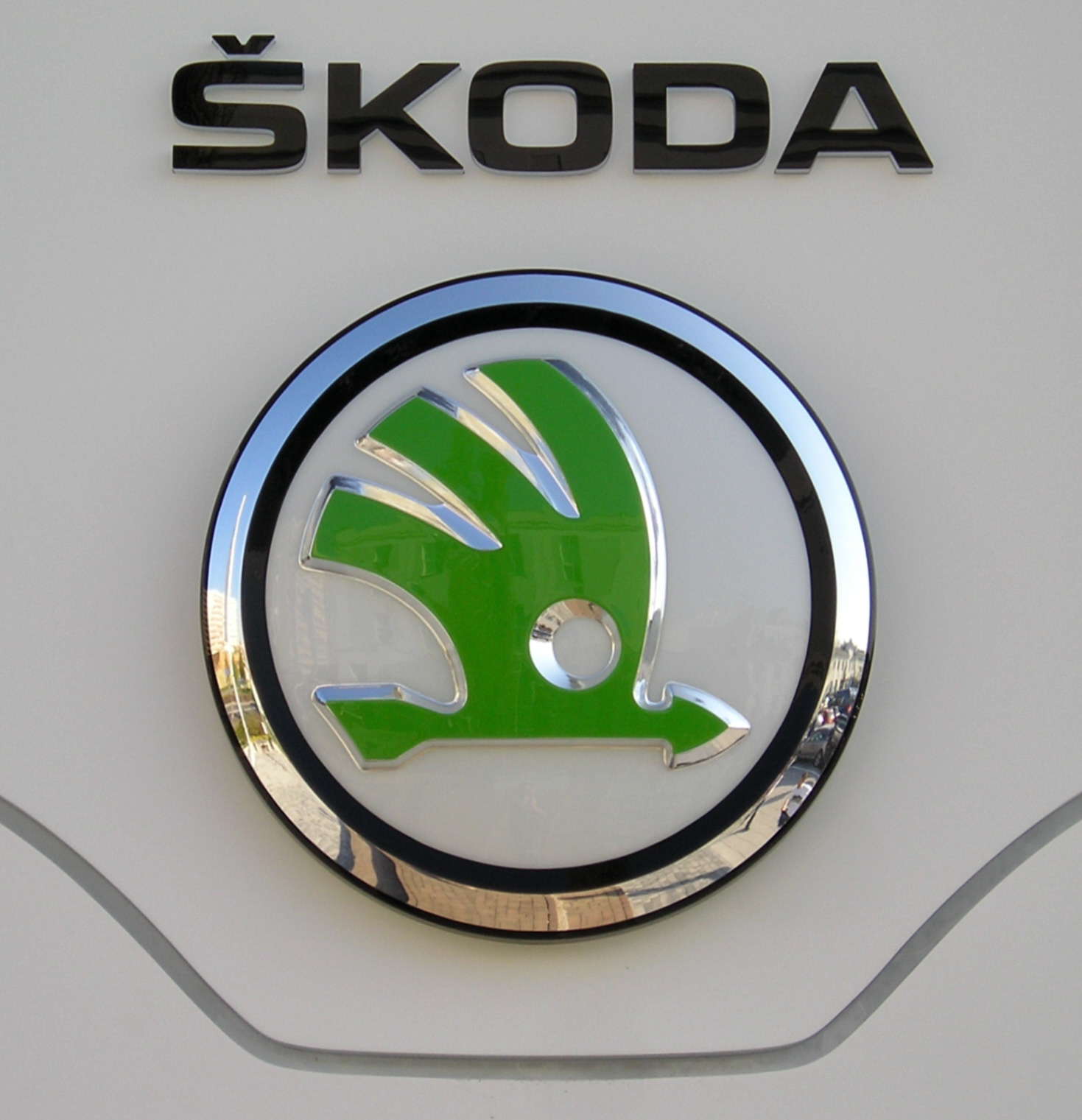
Skoda

Volkswagen

En 2015 en Estados Unidos los coches diésel suponían un 2 % del total de las ventas, y dos de cada tres coches diésel eran Volkswagen. En Europa el 53 % de las ventas eran diésel, y en España el 66 %.
Los modelos afectados son aquellos equipados con motores de la normativa Euro 5 entre el año 2009 y 2015, con código EA189, y afectan a los 1.6 TDI entre 75 CV y 105 CV, a los 2.0 TDI entre 84 CV y 184 CV y posiblemente al 3.0 V6 TDI.
| Audi - Audi A1 - Audi A3 - Audi A4 - Audi A5 - Audi A6 - Audi A7 (solo EE. UU.) - Audi A8 (solo EE. UU.) - Audi Q3 - Audi Q5 - Audi Q7 (solo EE. UU.) - Audi TT | SEAT - SEAT Alhambra - SEAT Exeo - SEAT Ibiza - SEAT León - SEAT Toledo - SEAT Altea/Altea XL | Škoda - Škoda Fabia - Škoda Octavia - Škoda Rapid/Spaceback - Škoda Yeti - Škoda Scout - Škoda Roomster - Škoda Superb | VW - Volkswagen Polo - Volkswagen Golf - Volkswagen Touran - Volkswagen Passat/Passat CC - Volkswagen Scirocco - Volkswagen Tiguan - Volkswagen Jetta - Volkswagen Vento - Volkswagen Transporter (T5) - Volkswagen Sharan - Volkswagen Amarok - Volkswagen beetle - Volkswagen Caddy - Volkswagen Eos - Volkswagen Touareg 2014 (solo EE. UU.) | Porsche - Porsche Cayenne 2015 (solo EE. UU.) |

En Europa casi todos los casos donde el motor se ha visto afectado por el trucaje se podrán arreglar con una actualización directa del software de la centralita ECU. Los motores 1.6 requerirán aparte de la actualización, la instalación de un estabilizador del flujo de aire para mejorar el proceso de combustión.
El número de vehículos afectados fue:
- Volkswagen: 5 millones
- Audi: 2,1 millones
- Skoda: 1,2 millones
- Seat: 700 000[30]

## Implicaciones sanitarias

### Muertes
Un estudio revisado por pares (peer-reviewed) publicado en la revista Environmental Research Letters calculó en 59 el número de muertes prematuras causadas por el exceso de polución producido entre 2008 y 2015 por los vehículos trucados en los Estados Unidos. La mayor parte de estas muertes serían debidas a las partículas finas (87 %) y el resto debido al ozono (13 %). Si dichos vehículos hubieran cumplido la normativa desde finales de 2016 habrían evitado otras 130 muertes prematuras. El número muy bajo de coches diésel en Estados Unidos, junto con la densidad de las ciudades europeas, quiere decir que la población europea está muchos más expuesta a la contaminación generada por el tráfico que la norteamericana. Según el estudio del International Institute for Applied Systems Analysis (IIASA), el fraude por las emisiones contaminantes provoca cada año 5000 muertes en Europa, lo que supone el aumento de la cifra de fallecimientos, de 5270 a 9830 en la Unión Europea, Noruega y Suiza.

### Afectaciones a la salud
Los óxidos de nitrógeno amplifican el efecto de la materia en partículas finas, causando problemas cardiovasculares y causando la muerte de 50 000 personas al año en Estados Unidos.
Un estudio revisado por pares (peer-reviewed) publicado en Environmental Pollution calculó que las emisiones fraudulentas están asociadas a 45 000 años de minusvalía ajustada (disability-adjusted life years, DALYs) y unos 39 000 millones de USD por el valor de las vidas perdidas.
Axel Friedrich trabajó para la agencia medioambiental alemana equivalente a la EPA y es cofundador del International Council on Clean Transportation fue quien afirmó:

‘It's not just fraud — it's physical assault.‘
‘No es solo un fraude. Es un ataque físico.’

En 2019 un estudio de Federal Reserve Bank of Chicago evaluó que el aumento de polución en Estados Unidos debido al escándalo de Volkswagen aumentó en un 1,9 % la tasa de nacimientos con bajo peso y en 8 % los ataques agudos de asma infantil.